# 梅尔贝克 (下萨克森州)
梅尔贝克（德語：Meerbeck，發音：[ˈmeːɐ̯bɛk]）是德国下萨克森州绍姆堡县的市镇，面积13.09平方千米，2023年12月31日人口为1,848人。